# Akutna limfatična leukemija
Akutna limfatična leukemija  (Akutna limfoblastična leukemija - ALL) bolest je krvotvornog tkiva koju karakterizira bujanje i nakupljanje maligno promijenjenih bijelih krvnih stanica, ( limfocita) u koštanoj srži, perifernoj krvi i ostalim krvotvornim organima. 
Najčešća je maligna bolest dječje dobi i čini do 30% svih malignih bolesti dječje dobi, a zastupa oko 80% svih tipova leukemija.
Oboljeva 1:25000 djece starosti do 15 godina ( učestalost pojave raste ), a najčešće se javlje između druge i šeste godine života.
Ako se ne liječi vrlo je opasna, no danas zahvaljujući napretku medicine, farmakologije i uz pomoć tzv. "support" terapije oko 75% djece postigne kompletnu remisiju i kasnije izliječenje.

## Klasifikacija
Akutno znači da je agresivno-progresivan tijek bolesti, te je time i vrlo bitno rano otkrivanje bolesti, ako se ne liječi završava tragično u samo nekoliko mjeseci.
Limfatična znači da se radi o bolesti krvnih stanica limfoidne loze koje promijenjene i nedozrele (leukemijske blasti) dospijevaju u perifernu krv. S obzirom na njihove maligne promjene, gube svoju osnovnu funkciju i stječu sposobnost nekontroliranog dijeljenja bez mogućnosti sazrijevanja do stupnja normalnih krvnih stanica, pa   dolazi do nesvrsishodog nakupljanja istih u perifrenoj krvi, perifernim krvotvornim organima ( limfni čvorovi, slezena, jetra) i nekrvotvornim organima (koža, testisi, središnji živčani sustav, srce, pluća ). Postepeno zamjenjuju normalne, zdrave krvne stanice pa dolazi do anemije (smanjeni broj eritrocita), krvarenja ( smanjeni broj trombocita) i infekcija .

## Znakovi i simptomi
Kod svih vrsta leukemija i drugih hematoloških bolesti simptomi su približno isti.
Kod djece se najčešće mogu prepoznati gubitkom apetita i tjelesne težine, povišenom tjelesnom temperaturom ( često s neobičnim varijacijama), neobjašnjivim brojnim modricama koje ne prolaze ili krvarenjem, blijedilom i neuobičajenim umorom.

## Dijagnoza
U većini slučajeva otkriva se slučajno.
Osnovna sumnja postavlja se kod pregleda stanica u perifernoj krvi. Kod akutne limfatične leukemije broj leukocita može se kretati od 20.000 pa i do 500.000 leukocita. Točna dijagnoza i podvrsta leukemije postavlja se nakon obrade punktata koštane srži nakon koje se dobije citomorfološka, citokemijska, imunološka i citogenetska klasifikacija.
Na temelju morfoloških karakteristika leukemijskih stanica, uz primjenu citokemijske klasifikacije, dokazom prisutnosti određenih enzima i metabolita i načinom bojenja stanica omogućuje se daljnja diferencijacija, u imunološkoj klasifikaciji određuju se markeri i antigeni, a u citogenetskoj prisutnost ( lošija prognoza) odnosno odsutnost ( bolja prognoza)  odrađenih kromosomskih promjena,  što sve doprinosi preciznijem utvrđivanju podtipova leukemije (imunofenotipizacija), te uvelike utječe na odabir optimalnog načina liječenja.
Kod akutne limfatične leukemije prepoznajemo imunofenotip “B”-limfocitne loze i “T”-limfocitne loze.

## Liječenje
Bolesnici oboljeli od ALL svrstavaju se u skupine standardnog, srednjeg i visokog rizika, a na osnovu čega se određuje intenzitet i trajanje liječenja.
Kod djece oboljele od ALL, na liječenje vrlo dobro reagira i do 80% djece, koja s ovom vrstom leukemije postižu potpunu remisiju i kasnije ozdravljenje.
Ova vrsta leukemije se može vrlo često djelotvorno liječiti kombinacijama antitumorskih lijekova (tzv. kemoterapije), propisanim tzv. protokolima određenim u zavisnosti o stupnju rizičnosti bolesti.
Protokoli se sastoje od faze indukcije, konsolidacije, intenzifikacije i održavanja.
Fazom indukcije ili uvodnog liječenja pacijenta se nastoji dovesti u remisiju, što se kontrolira analiziranjem punktata koštane srži 15. i 33. dana liječenja.
Konsolidacijom se podrazumijeva stabiliziranje remisije kombiniranom profilaksom CŽS, nakon čega slijede jedna ili dvije intenzifikacijske terapije, i na kraju održavanje stanja remisije.  
Najčešći antitumorski lijekovi koji se koriste u liječenju ALL su L-Asparaginase, Cyclophosphamide, Cytosine-arabinoside, Doxorubicin, Daunorubicin, Etoposide, Ifosfamide, Methotrexate, Pronison, Dexamethasone, Purinethol (mercaptopurine), Thioguanine, Vincristine i Vindesine, u novije vrijeme se koristi Imatinib(Glevec), Cytarabin(Aracytine).
ALL iziskuje i preventivno liječenje profilaksom mozga tj. centralnog živčanog sustava ( CŽS ), radi sprječavanja komplikacije zvane leukemijska meningnoza. Razlog tome su lijekovi koji se koriste za liječenje ALL, a koji ne mogu ući pod moždanu opnu, dok leukemijske stanice mogu. 
Profilaksa mozga je liječenje mozga i njegovih opni, čime se sprječava da se leukemijske stanice sakriju u ta područja tijekom kemoterapije i da se ne bi ponovno razvijale nakon liječenja. Ovaj način liječenja kombinira zračenje CŽS,   injekcije lijekova putem lumbalne punkture direktno u kralježnicu, te visoke intravenozne doze metotreksata.
Zbog vrlo visokog postotka izliječenja konvencionalnom citostatskom terapijom, transplantacija matičnih stanica koštane srži se kod bolesnika s ALL-om primjenjuje vrlo rijetko. Transplantacija se primjenjuje kod bolesnika skupine visokog rizika s lošijom prognozom i predviđenim komplikacijama, te onih kojima se bolest ponovno pojavi (relaps) ili se vrati poslije početnog liječenja. Izvodi se tako da se intenzivnom terapijom potpuno uništavaju sve stanice koštane srži, a zatim se infuzijom uvode stanice donora ili ranije prikupljene zdrave matične stanice bolesnika.

## Prognoza
S obzirom na neprekidnost terapije i utjecaj iste na kvalitetu krvnih žila, djeci se ugrađuje centralni venski kateter, koji se redovitim održavanjem može koristi cijelim tijekom liječenja. Ugrađuje se jednostavnim operativnim zahvatom u trajanju 30-ak minuta, pod punom anestezijom. 
Centralni venski kateter je dakle specijalna cijevčica kirurški ugrađena u venu ispod prsnog koša, koja služi za primanje terapije ili uzimanje uzoraka venske krvi. Nije strašno kao što zvuči, a bolesniku uvelike umanjuje bolove i ubode injekcijama ili Braunilama.
Svakodnevnim uzimanjem uzoraka krvi iz prsta, prati se tijek bolesti i utjecaj lijekova na organizam.
Popratne pojave različite su kod pojedinih pacijenata i bez obzira na terapiju koja umanjuje nepogodne posljedice javljaju se u većoj ili manjoj mjeri i privremenog su karaktera.
Najčešće je opadanje kose, kao i obrva, trepavica i drugih kožnih dlačica.
Slijede mučnine i povraćanje zbog kemoterapije, kao i probavni i želučani problemi zbog oralne terapije, a što sve prati gubitak apetita.
Zbog oslabljenog imuniteta razvijanje gljivica i bolnih čireva u ustima i ždrijelu.
Antitumorski lijekovi osim bolesnih stanica uništavaju i zdrave stanice, kao i antitijela stvorena tijekom dotadašnjeg života. Tako je moguće da se bolesnik zarazi već preboljenim virusom neke zarazne bolesti. Za djecu oboljelu od ALL vrlo opasna Varicella i Herpes zoster te se često i preventivno daju ciljani antivirotici (npr.Virolex, Herplex i sl.).
Lijekovi utječu i na koštanu srža pa je poremećena i proizvodnja krvnih stanica, što može biti uzrokom krvarenja ili infekcija.
Uzimanjem steroida tijekom terapije u kontrastu na mučnine, neuobičajeno raste apetit, a posljedica je i fizičko izobličavanje zbog podbuhlosti i debljanja. Popratno tome su i nagle promjene raspoloženja pacijenta.
Također se mogu očekivati i dugoročne posljedice ili kasnije djelovanje.
Kemoterapija i zračenje može uzrokovati neplodnost, a također može uzrokovati i smanjenje kvocijenta inteligencije – IQ.
|  | Molimo pročitajte upozorenje o korištenju medicinskih informacija. Ne provodite liječenje bez savjetovanja s liječnikom! |